# Bank deutscher Länder

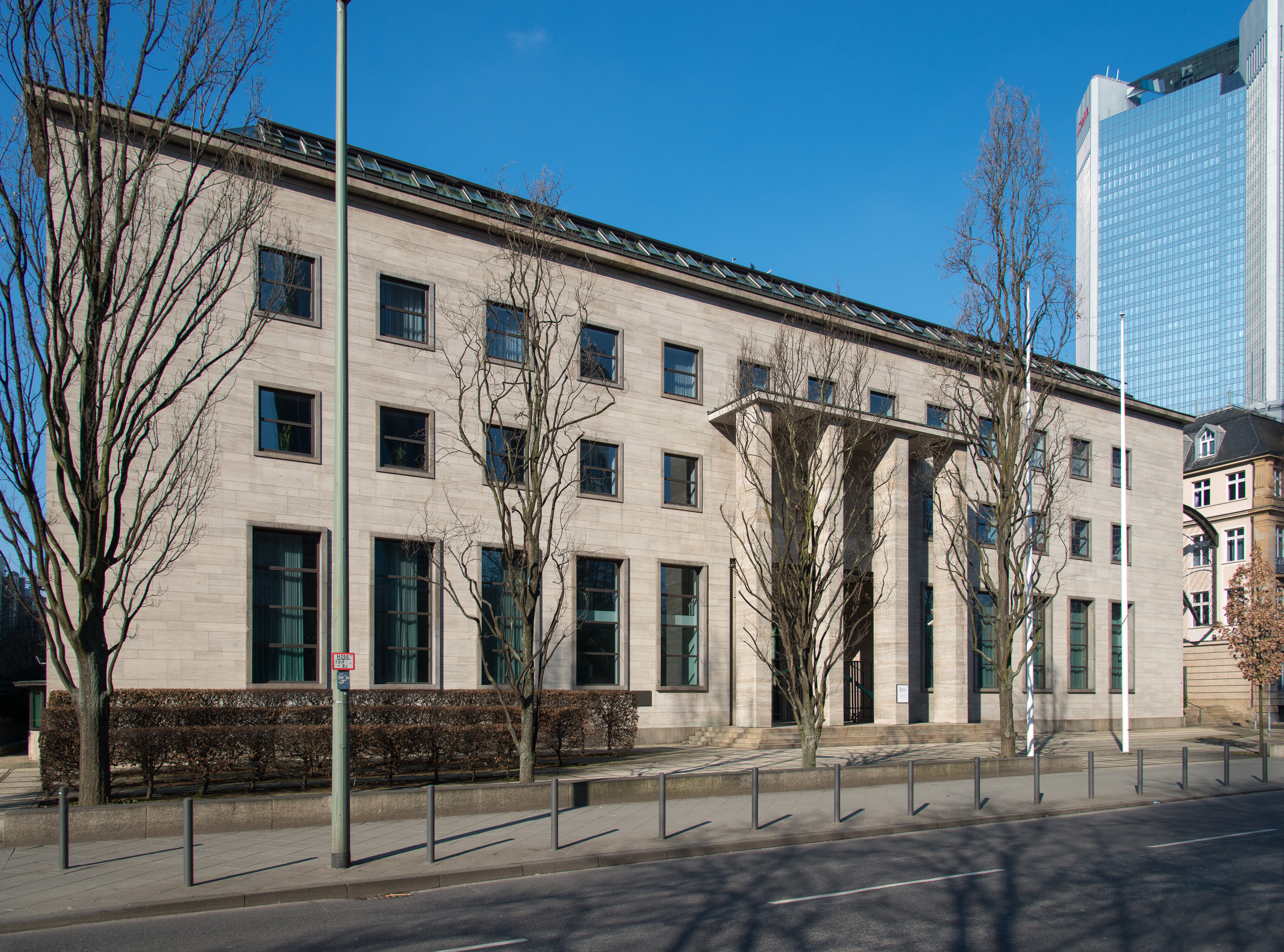
Gebouw van de Bank deutscher Länder (voormalige Reichsbankhauptstelle) in Frankfurt am Main

De Bank deutscher Länder (Bank van de Duitse deelstaten) was van 1948 tot 1957 de centrale bank van de Bondsrepubliek Duitsland. Deze bank was de voorloper van de Deutsche Bundesbank, de huidige Duitse centrale bank.
De geschiedenis van de Bank deutscher Länder is nauw verbonden met de invoering van de Duitse mark in het Duitsland van kort na de Tweede Wereldoorlog. De bank werkte in eerste instantie voor de Amerikaanse en de Britse bezettingszones en was opgezet naar het voorbeeld van de Federal Reserve in de Verenigde Staten. De deelstaten van Duitsland hadden eigen centrale banken (Landeszentralbank) die samenwerkten in de Bank deutscher Länder.
Op 20 juni 1948 werd de Duitse mark ingevoerd als wettig betaalmiddel in de westelijke bezettingszones van Duitsland, op 24 juni 1948 gevolgd door de invoering in West-Berlijn. Op 1 november 1948 sloot ook de Franse bezettingszone zich bij de Bank deutscher Länder aan. Tot 1951 kreeg de Bank haar aanwijzingen van de geallieerden, daarna viel de bank onder de verantwoordelijkheid van de Bondsrepubliek.
Op 1 augustus 1957 ging de Bank deutscher Länder op in de nieuw opgerichte Deutsche Bundesbank.